# Game (rapper)

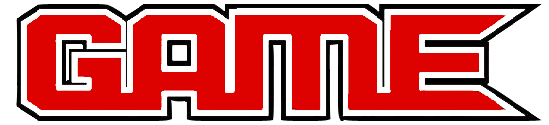
Game logója

Game, korábban The Game, született Jayceon Terrell Taylor (Los Angeles, Kalifornia, 1979. november 29. –) amerikai rapper, vállalkozó, zeneproducer, és színész. Sikerét 2005-ben alapozta meg, The Documentary című debütáló albumával. 2005 márciusában az Amerikai Hanglemezgyártók Szövetségétől kétszeres platina-minősítést kapott, és több mint ötmillió példányban kelt el világszerte. Game a kaliforniai Los Angelesben született, Dr. Dre 2003-ban fedezte fel és leszerződtette az Aftermath Entertainment kiadóhoz. Dr. Dre és Jimmy Iovine a G-Unit nevű együttesbe helyezte, de 2005 elején heves vita alakult ki közte, és az együttes tagjai, különösképpen 50 Cent között. A viszály miatt Game elhagyta az Aftermath Entertainment kiadót és a Geffen Recordshoz igazolt.
A debütáló lemezt egy újabb sikeres album követte, a Doctor's Advocate, 2006-ban. A következő korongja LAX címen jelent meg, 2008-ban. Negyedik, The R.E.D. Album stúdióalbumával visszatért az Interscope Records kiadóhoz. 2006-ban debütált színészként, A vér válaszol című filmben. A Pitchfork Media a The Documentary lemezt a 35. helyre sorolta 2005 50 legjobb albuma listáján. Game-et összesen kétszer jelölték Grammy-díjra, a Legjobb Rap Dal és a Legjobb Rap Előadó kategóriákban, a "Hate It or Love It" című nagy sikerű kislemezért. A The New York Times a Doctor's Advocate lemezt 2006 legjobb hiphop albumának nevezte.

## A kezdetek
Game Jayceon Terrell Taylor néven született, 1979. november 29-én, Los Angelesben, Kalifornia államban. Compton szegény, bűnözés sújtotta negyedében nőtt fel, elsősorban a Santana Blocc nevű környékén, amely a Crips banda hatásköre alá tartozott, bár felnővén a Bloods tagja lett. Egy olyan világba született bele, ahol mindennaposak voltak a bandaháborúk és a stricik. 2006 októberében, egy Sway Calloway készítette MTV News interjú során Game beszélt "diszfunkcionális családjáról" és az egyik nővéréről, akit az édesapjuk folyamatosan molesztált. Később az interjúban elmondta hogy fiatal korában látta mindkét szülőjét, amint egy autóból lövöldöznek. Apja a Nutty Block Crip, anyja a Hoover Crippelette tagja volt. Taylor kábítószerek és fegyverek között nőtt fel. Apja heroinfüggő volt, de mindkét szülője gyakran használt kokaint is. Taylor elmondta hogy 6 éves korában a környékükön egy tinédzser megölte az egyik barátját a ruhái és cipője miatt.
Hétévesen Taylor-t nevelőszülőkhöz helyezték. Kezdetben több gyerek is piszkálta. Azonban nevelői elismerték az intelligenciáját és gyakran segített mostohatestvéreinek a házi feladatban. Taylornak meghatározó pillanat volt az életében, mikor találkozott példaképével, Eazy-E-vel, az N.W.A rap-együttes tagjával, 1989 körül.
Serdülőkorában rengeteg nehézséget kellett elviselnie. tizenhárom évesen egyik bátyját Jevont, aki tizenhét éves volt és éppen akkor kapott egy lemezszerződést, lelőtték egy benzinkútnál. Taylor elmondta, érezte hogy apja keze benne volt ebben, mert nem volt ott, ha ott lett volna a bátyját nem lövik meg. Jevon a lövés utáni napon halt meg, miután Jayceon meglátogatta a kórházban, és megígérte neki hogy a dolgok jóra fordulnak és bepótolják az elvesztegetett időt. Két évvel később mikor Taylor 15 éves volt eltávolították a nevelőszülői rendszerből. Édesanyjához, Lynette-hez költözött, mikor már az apja nem volt közöttük, és eleinte elég viharos kapcsolatuk volt.
A Compton High Schoolba járt, ahol a legtöbb diák a Crips banda tagja volt. Azonban az idősebb féltestvére George Taylor III, ismertebb nevén Big Fase 100 a Centennial High School tanulója volt és a Cedar Block Piru Bloods vezetője. A középiskolában Taylor a bátyja nyomdokaiba kezdett lépni, de mikor atletikus képességei miatt kiérdemelt egy vezető pozíciót a kosárlabdacsapatban, úgy döntött inkább a sportra összpontosít, csatlakozott a csapathoz és sok különböző sportágban is kipróbálta magát. 1999-ben érettségizett a Compton High Schoolban, és beiratkozott a Washington State Universitybe. Kosárlabda ösztöndíjjal jutott be az egyetemre, de nem sokkal azután kirúgták, drogbirtoklás miatt. Az egyetem atlétikai tanszéke cáfolja, hogy Taylor valaha beiratkozott volna a sport-programba, és szintén tagadja a kábítószeres vádakat is.
Miután kirúgták az egyetemről, Taylor az utcai élethez folyamodott, drogot árult, és bandázott. Testvérével, Big Fase-zel Compton határán, Bellflowerben éltek, egy lakásban. Rövid idővel odaköltözésük után, jól jövedelmező droghálózatot építettek ki, amely nem tartott sokáig. 2001. október 1-jén, mikor Taylor egyedül tartózkodott a házban, hallotta hogy hajnali 2-kor kopogtatnak az ajtaján. Mivel gyakran került sor késő esti üzletekre, kinyitotta az ajtót, mivel egy törzsvásárló kereste. Azonban a férfi két másik látogatóval jelent meg. Dulakodás alakult ki Taylor és egy másik személy között, s mielőtt még oda tudott volna nyúlni a pisztolyáért, Taylor-t kivégzési-stílusban ötször meglőtték. Miután a padlón feküdt néhány percig, elérte a mobilját, és felhívta a mentőket. Súlyos sebei miatt három napig kómában volt.

## Zenei karrier

### Korai pályafutása (2002–03)
Amíg a kórházban próbált felépülni sérüléseiből 2001 végén, Game megkérte a bátyját, hogy menjen el és vegye meg az összes klasszikus hiphop albumot. A további öt hónap során figyelmesen hallgatta a különböző lemezeket és kidolgozott egy stílus, melynek segítségével rappernek képezheti magát. Idősebb testvére Big Fase segítségével alapított egy kiadót. Olyan előadókat szerződtettek le, mint Glasses Malone, Vita, és Nu Jerzey Devil, a kiadónak természetesen Game is a tagja volt. Művészneve nagyanyjától ered; azt mondta, unokája állandóan csak játszott. Game először egy hiphop csúcstalálkozón ért el némi népszerűséget, melynek házigazdái Russell Simmons és Louis Farrakhan voltak. Miután teljesen meggyógyult, Game és Big Fase készítettek közösen egy mixtape-et. You Know What It Is Vol. 1 címen adta ki, 2002-ben, és lemezszerződést kapott a JT the Bigga Figga tulajdonában lévő Get Low Recordz független kiadótól.
Game mixtape-je Sean Combsot, a Bad Boy Records alapítójának érdeklődést is felkeltette, aki rögtön szerződést szeretett volna ajánlani neki. Öt hónappal később Dr. Dre fedezte fel, aki meghallgatta a mixtape-jét, melynek a producere Game bátyja volt. Dr. Dre leszerződtette az Aftermath Entertainment kiadóhoz, 2003-ban. 2003 végén Jimmy Iovine az Interscope Records vezérigazgatója és Dr. Dre úgy döntött Game-et 50 Cent és a G-Unit csapat mellé helyezi, azzal a céllal hogy így Game körül nagyobb érdeklődést keltsenek, és a G-Unit pályafutását is segíthetné. Első megjelenése 50 Cent, "In da Club" című videóklipjében volt, ahol egy lánnyal táncol. Attól kezdve számos előadó klipjében szerepelt, olyanokéban, mint 50 Cent, Lloyd Banks, Young Buck és Fabolous. Game a következő két és fél évben debütáló albumán dolgozott, mentora pedig Dr. Dre lett.

### The Documentaryés viszály a G-Unit együttessel (2004–05)

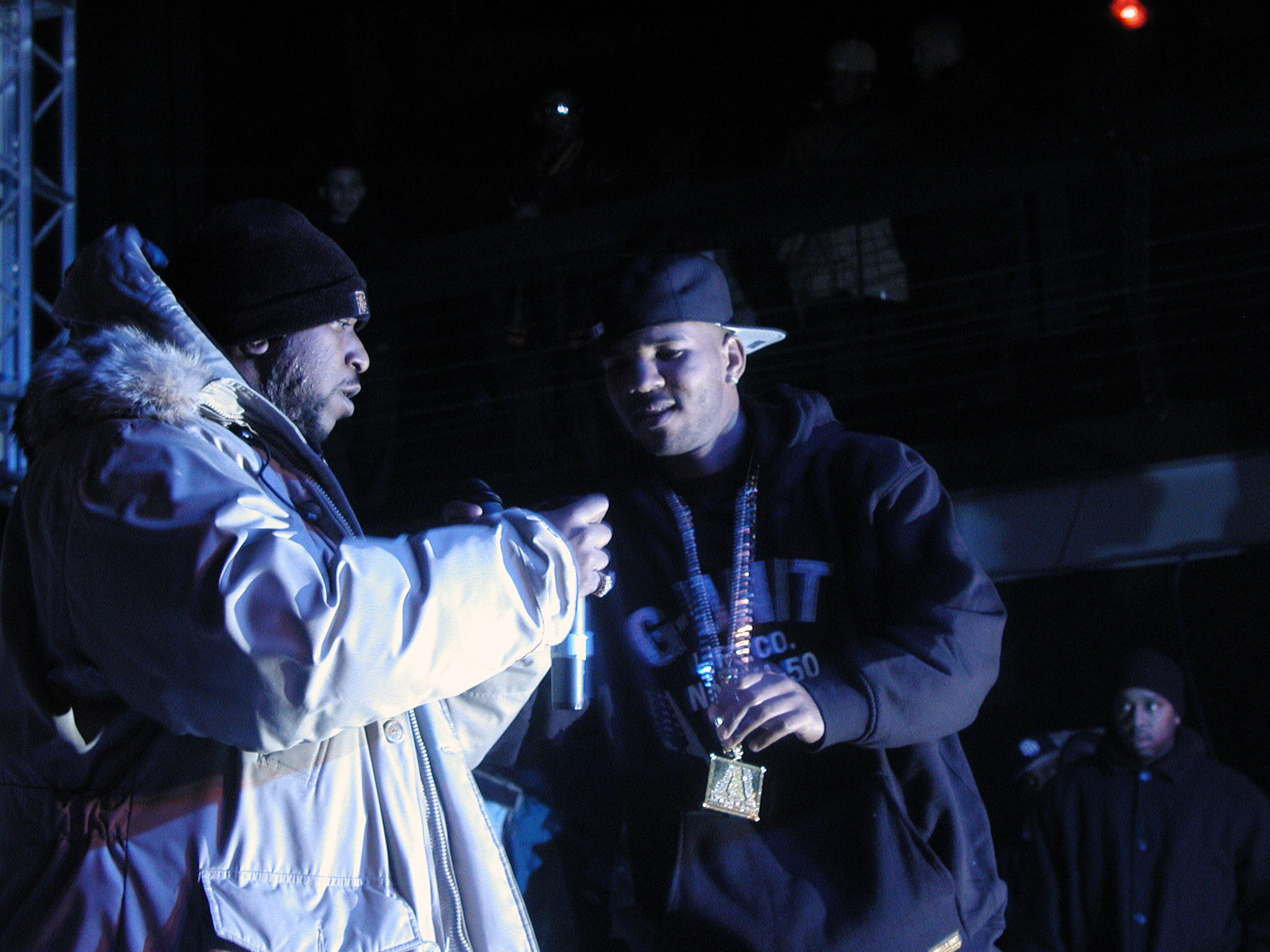
Game (jobb) és Kool G Rap (bal) New York City-ben, 2004 novemberében

Annak ellenére hogy már aláírt az Aftermath Entertainment és az Interscope Records kiadókhoz, Game megengedhette magának hogy különböző reklámokban népszerűsítse a nevét. Részt vett Sean Combs Sean John nevű ruházati cégének népszerűsítésében, szerződése volt a Boots Mobile-al egy reklámot illetően, amelyben Kanye West és Ludacris mellett jelent meg. Game ezen kívül gyakran jelent meg DJ Green Lantern, a The Diplomats és a G-Unit mixtape-jein is. Az első kislemez, amin közreműködött a "Certified Gangstas" volt, Jim Jones és Cam'ron előadókkal együtt rappelt. Bár a felvétel nem volt túl sikeres, az érdeklődés egyre inkább nőtt a West Coast rapper iránt.
2004. szeptember 28-án Game kiadta az első promo-kislemezét a debütáló albumáról, amely a "Westside Story" címet kapta. A stúdióalbumát eredetileg Nigga Wit' An Attitude Volume 1 címen adták ki volna (ahogy a "Dreams" dalban meg is említi), de Eazy-E özvegye jogsértés miatt keresetet nyújtott be, így az N.W.A együttes nevét nem használhatták fel albumcímként. Így a nagylemez The Documentary címen jött ki, Dr. Dre és 50 Cent voltak a producerei. Az albumról kiadott kislemezek a "How We Do" és a "Hate It or Love It" igazi slágerek lettek, utóbbit két Grammy-díjra is jelölték. Az album a Billboard 200 első helyén debütált, és tizedik legtöbbet eladott lemez volt, 2005-ben. Továbbá a hetedik helyen nyitott az Egyesült Királyságban, és világszerte több mint 5 millió példányt adtak el belőle. 2004 októberében kiadta az Untold Story-t, a Get Low Recordz kiadó berkein belül, az első három hónapban több mint 82,000 példányszámban kelt el.. A lemezen olyan előadók vendégszerepeltek mint Sean T, Young Noble (az Outlawz együttesből) és JT the Bigga Figga. Megjelent különböző DJ-k mixtape-jein, olyanokén mint DJ Kayslay, DJ Whoo Kid és DJ Clue. Ezen kívül megjelentette második mixtape-jét a You Know What It Is Vol. 2-t, saját kiadóján keresztül, szerepelt az NBA Live 2004 című videójátékban, és a "Can't Stop Me" dal erejéig is megjelent, melynek producere Fredwreck volt.
Ugyanebben az évben a fiatal rapper Lil Eazy-E, a néhai Eazy-E fia, konfliktusba keveredett Game-el. A két előadó közeli kapcsolatban állt egymással, még zenét is készítettek együtt. Lil Eazy-E azóta rengeteg dalban sértegette Game-et, dühös volt és azzal vádolta hogy visszaél apja nevével. Game ezt a támadást azzal indokolta, hogy mióta megjelentette a The Documentary-t, Lil Eazy-E attól kezdve próbál meg általa híresebb lenni. Kiadta a "120 Bars" című dalt, melyben azt állította, Lil Eazy-E nem saját maga írja a dalszövegeit. Azonban ugyanebben a dalban kijelentette, nem akar vitatkozni Lil Eazy-E-vel, apja iránti mély tisztelete miatt. Lil Eazy-E később a "They Know Me" című szerzeményében válaszolt erre. 2006. október 30-án Game a KDAY-ben azt mondta Lil Eazy-E-vel való vitája véget ért.
Dr. Dre ellenségével, Suge Knight-al is folyamatos viszálya volt Game-nek, miután Yukmouthazt állította, Knight megütötte a rappert. Game a saját honlapján reagált, mondván hogy ha Suge Knight egyszer is hozzáért volna, akkor már "hat láb mélyen" lenne. A 2005-ös BET Awards díjkiosztó után a Death Row Records kiadónak meghívása volt egy afterpartira, amelyen Ciara volt a házigazda, de végül visszavonták a meghívót. Állítólag a Death Row Records egyik tagja megpróbálta ellopni Game nyakláncát. Miamiban, a 2005-ös MTV Video Music Awards díjkiosztón Suge Knight-ot meglőtte egy ismeretlen tettes, Kanye West partiján. Game tagadta részvételét a lövöldözésben. Ezek után mégis meggondolta magát, a vitát abbahagyta, és elkezdett intézkedni az ügyben, hogy a West Coast rapperek között ne legyen annyi vita. A különböző kaliforniai rapperek egy közös találkozót hívtak össze, melynek az volt a célja hogy egymás között elássák a csatabárdot, és békét kössenek. Bár Suge Knight nem vett részt a találkozón, ő és Game elmondták, a vitájuk véget ért.

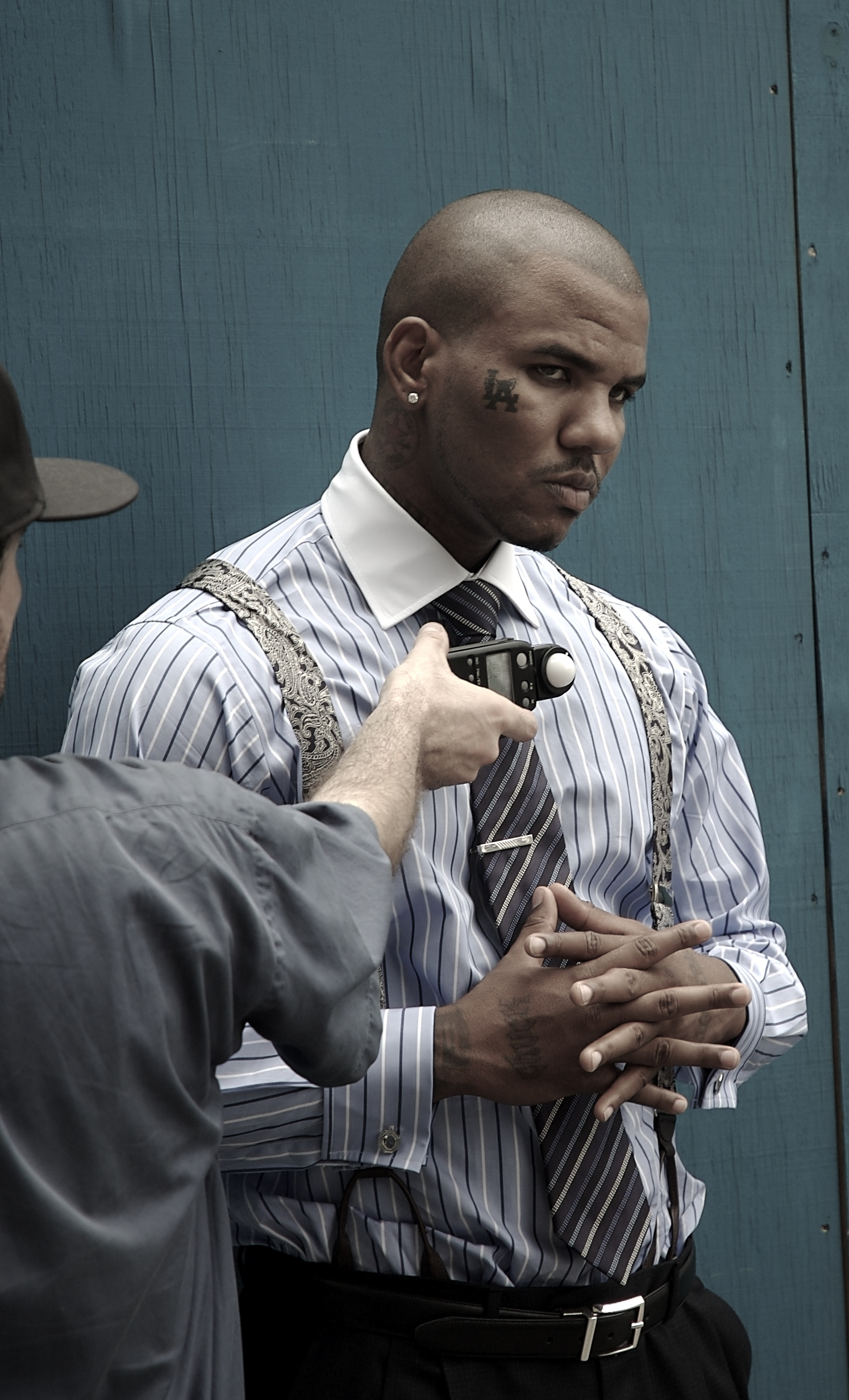
Game egy 2006-os fotózáson, a Wall Streeten, New Yorkban

2005 elején Game vitába keveredett (vagy "beef"-be, ahogy a rap-szlengben mondják) a G-Unit csapatával. Mielőtt még debütáló albuma megjelent és a viszály nyilvánosságra került volna, nem volt Game és 50 Cent között különösebb feszültség. Nem sokkal a The Documentary megjelenése után 50 Cent szót ejtett egy sztriptízbárban kialakult incidensről, amely után úgy érezte, Game nem támogatja azon lépését hogy reagáljon Fat Joe és Jadakiss "New York" című dalára, melyet Ja Rule írt, ezért kirúgja a G-Unit-ból. Tovább 50 Cent azt állította, a The Documentary album 18 dalából, 6-nak ő írta a szövegét, Game viszont minden ilyen vádat tagadott. Közben Game kíséretének egy tagját meglőtték a Hot 97 rádióállomás stúdiójában, New Yorkban. Miután a helyzet fokozódott, 50 Cent és Game összehívott egy sajtótájékoztatót, amelyen bejelentették kibékülésüket. A rajongók vegyes érzelmekkel fogadták az eseményeket, sokuk szerint csupán egy reklámfogás volt, hogy növeljék a lemezeik eladásait. Annak ellenére hogy a helyzet kezdett békés fordulatot venni, a G-Unit tovább folytatta a vitát Game-el, megkérdőjelezték az utcai hitelességét a médiában, és azt állították hogy az ő támogatásuk nélkül nem képes egy sikeres második albumot készíteni. Game egy koncerten válaszolt a Summer Jam-en, és elindította a "G-Unot" nevű kampányát.
A Summer Jam-en való fellépése után Game kiadta a "300 Bars and Runnin'" című dalát, amelyen sértegeti a G-Unit-ot, valamint a Roc-A-Fella Records tagjait a You Know What It Is Vol. 3 című mixtape-jén. A dal közel 14 perces és Game a G-Unit összes tagját, és még sok más előadót is kritizál. 50 Cent a "Piggy Bank" dalából készült klipben válaszolt, a videóban Game-et Mr. Krumplifej figuraként ábrázolja és sok más riválisát is támadja. Game kiadott még két mixtape-et, a Ghost Unit-ot és egy mixtape/DVD-t, Stop Snitchin, Stop Lyin címen. 50 Cent a "Not Rich, Still Lyin" című dalban válaszolt. Ezen kívül a G-Unit és az akkoriban új tag, Spider Loc is számos mixtape-en kezdte szidni őt. Game erre a "240 Bars (Spider Joke)"-ban válaszolt ezekre, a dal elsősorban Spider Loc ellen szólt, de megemlíti Tony Yayo-ot és az M.O.P. rap együttest, ahogyan a "The Funeral 100 Bars" dalában is.
A Game és a Roc-A-Fella Records közti vita egy korábbi rivalizáláson alapszik, amely Memphis Bleek, és Game előző kiadója a Get Low Recordz között zajlott, a két kiadó neve miatt, ugyanis Bleeke Get Low Records néven alapított lemezcéget. A "Westside Story" című dalban Game olyan utalásokat tesz, amely sokak szerint Jay-Z ellen irányul, de később kijelentette hogy azokat a bizonyos sorokat Ja Rule-nak szánta. Később Jay-t előadott egy freestyle-t, Funkmaster Flex rádióműsorában, ahol többször megemlítette a "game" szót, amelyről néhány hiphoprajongó azt hitte, egyenesen hadüzenet Game-nek. Game a "My Bitch"-ben válaszolt, amelynek első versszakában a G-Unit-ot, másodikban Jay-Z-t, harmadikban pedig Suge Knight-ot szidja.

### Doctor's Advocateés azLAX(2006–08)

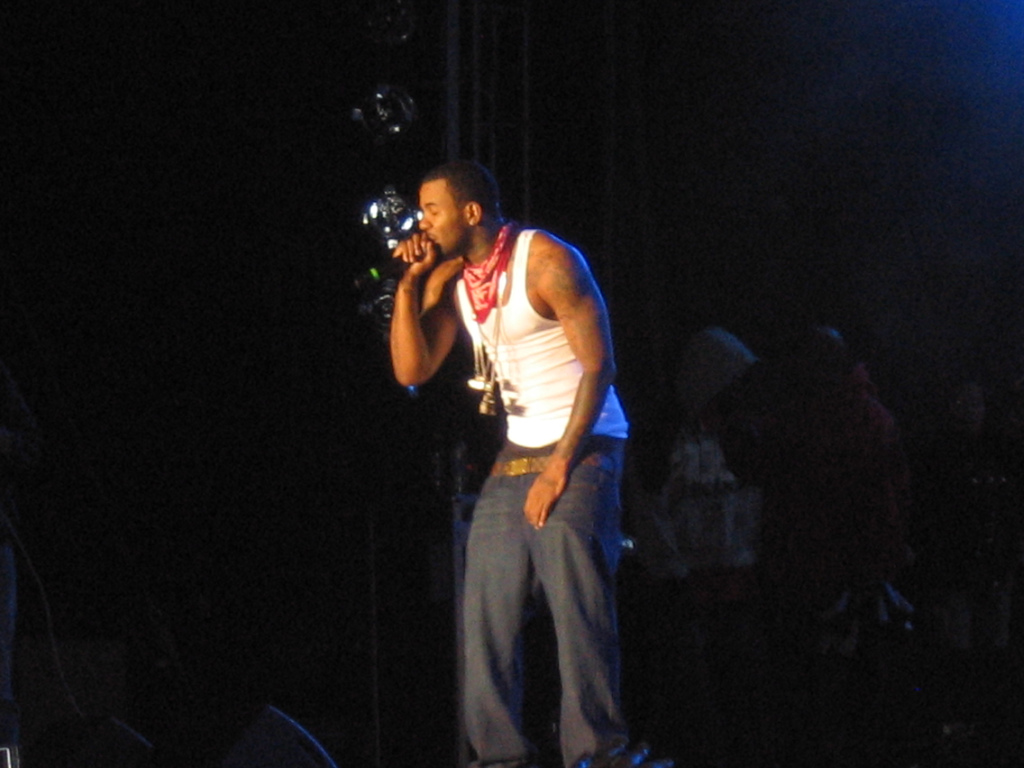
Game 2007-ben a Hip Hop Jam fesztiválon, a Cseh Köztársaságban

A 50 Cent-tel való konfliktus miatt elhagyta az Aftermath Entertainment kiadót, és a Geffen Records-hoz igazolt, az Universal Music Group Interscope-Geffen-A&M részlege felbontotta Game szerződési kötelezettségeit a G-Unit-al, 2006 nyarán. A rapper második albuma a Doctor's Advocate 2006. november 14-én jelent meg. Ezzel a lemezzel Game bebizonyította hogy képes jó zenét csinálni, és sikeres előadó lenni, Dr. Dre és 50 Cent segítsége nélkül is. Game az XXL magazin novemberi számában azt állította, hogy Dr. Dre részt vett az album munkálataiban, azonban szeptemberben (miután az XXL interjúja elkészült) a Power 105 rádióállomásán azt mondta, Dr. Dre egy dalnak sem volt a producere, kiszivárgott ugyan az internetre négy felvétel, melyet az ő közreműködésével készített, de nem derült ki hogy ezek miért nem kerültek fel az albumra. A lemezből az első héten több mint 358,000 darabot adtak el, így a Billboard 200 első helyén nyitott.
2006 októberében Game "békeszerződést" ajánlott 50 Cent-nek, melyre az előadó nem válaszolt. Azonban néhány nappal később, a Power 106-ban elmondta, a szerződés csak egy napra vonatkozott. A Doctor's Advocate albumon több dalban is megemlítette hogy a vita véget ért. A viszály azonban új lángra kapott, miután Tony Yayo állítólag megütötte a Czar Entertainment vezérigazgatójának, Jimmy Rosemond-nak a 14 éves fiát. Game a "Body Bags" dallal üzent, amely a You Know What It Is Vol. 4 című mixtape-jére került fel. Mióta Young Buck-ot 50 Cent kirúgta a G-Unit-ból, rengeteg interjúja volt Game-el, ahol elmondták, hogy soha nem volt problémájuk egymással. Buck egy interjúban kijelentette, támogatta Game-et, de Lloyd Banks és Tony Yayo soha nem értettek vele egyet.
Game harmadik albuma az LAX fej-fej mellett haladt előre a Slipknot nevű heavy metal együttes All Hope Is Gone című lemezével a Billboard 200 listákon, mivel mindkét felvétel 2008. augusztus 22-én jelent meg. Az LAX végül a második helyen debütált, bár eleinte úgy nézett ki hogy az All Hope Is Gone albumot maga mögé utasítja, nagyon szoros különbséggel, mindössze 13 példánnyal. Kezdetben a Billboard megjelentetett egy cikket arról, hogy Game mindössze 13 darab eladott kópiával biztosította az első helyet, és ez volt "a legszorosabb verseny az első helyért a Nielsen SoundScan történetében, mióta elkezdték nyomon követni az adatokat, 1991-ben". A Slipknot hivatalos kiadója a Warner Music Group és a Roadrunner Records is újraszámlálást kért a SoundScan-től, a történelem során először. A Nielsen megtette ezt, majd ennek eredményeként az LAX a második helyre került, 238,382 darab eladott példánnyal, a Slipknot pedig az elsőre, 239,516 értékesített kópiával, így a különbség 1,134 darab lett. Az újraszámlálás után 12 órával a cikket újraírták, és a Slipknot megszerezte az első helyet, miután 239,516 darabot adott el. Az LAX albumról négy kislemezt jelentettek meg: "Game's Pain", az R&B énekes, Keyshia Cole közreműködésével, "Dope Boys", a Blink-182 dobosának Travis Barker-nek vendégszereplésével, "My Life" Lil Wayne-el, és a "Camera Phone" az R&B énekes Ne-Yo-val. Az Egyesült Államokban az albumból több mint 660.100 darabot adtak el összesen.

### The R.E.D. Album(2009–11)
2009 májusában Game megerősítette hogy dolgozik új albumán, amelynek a The R.E.D. Album címet adta. 2009. június 26-án közreműködött a "Better on the Other Side" című, Michael Jackson emlékére készült dalban, amely egy nappal a halála után jelent meg. Rajta kívül Diddy, Mario Winans, Chris Brown, Usher és a Boyz II Men is szerepelt a dalban. 2009. október 3-án Snoop Dogg megosztott egy képet a Twitterén, amelyen ő, Dr. Dre és Game dolgoznak közösen a stúdióban. A képet egy nappal korábban készítették, és ez volt az első alkalom hogy Game Dr. Dre-vel dolgozott, mióta 50 Cent-el vitába keveredett, amely miatt következő két albumát a Geffen Records gondozása alatt jelentette meg. Később, 2010 januárjában Game megosztott twitteren egy képet, amin Aftermath-es nyakláncokat visel, alatta pedig azt írta: "Vicces hogy a dolgok teljes fordulatot vesznek." Később megerősítette, hogy visszatért az Aftermath Entertainment kiadóhoz. 2011. június 3-án a Pitchfork Media bejelentette hogy Game az Odd Future vezetőjével, Tyler, the Creator-al együtt dolgozik a "Martians vs. Goblins" című dalon. A The R.E.D. Album végül 2011. augusztus 23-án jelent meg, és a Billboard 200 első helyén debütált, 98,000 darab eladott példányszámmal.

### Jesus Piece(2012)
Nem sokkal a sokáig csúsztatott The R.E.D. Album megjelenése után Game bejelentette hogy dolgozik ötödik nagylemezén. Eredetileg a Soundtrack to Chaos címet kapta volna, Game kijelentette, a lemezen egy vendégelőadó sem fog szerepelni. 2012 márciusában az album címét megváltoztatták F.I.V.E.: Fear Is Victory's Evolution-ra, valamint Game elmondta, hogy ez lesz az utolsó lemeze az Interscope Records kiadónál, végül az album Jesus Piece címen jelent meg 2012. december 11-én.

## Más vállalkozások
Növekvő hírnevének eredményeként Game több, rapzenén kívüli vállalkozásba is belekezdett. Játszott és nagy részesedése volt a már megszűnt Inglewood Cobras nevű csapatban, amely az Amerikai Kosárlabda Szövetség egyik csapata volt.
2000-ben szerepelt a Change of Heart című televíziós társkereső műsorban.
Game ezen kívül a színészetbe is belekóstolt. 2004-ben volt egy kis szerepe a Grand Theft Auto: San Andreas című videójátékban, egy "B-Dup" nevű drogdíler hangját adta. Majd hangját és megjelenését adta a Def Jam: Icon című játékhoz. 2006-ban A vér válaszol című filmben debütált színészként, egy "Big Meat" nevű karaktert alakított, és jelenleg két filmet forgat.
Game ezen kívül társult a 310 Motoring céggel, hogy elkészítse saját cipőjét, amely a The Hurricanes nevet kapta. Az eladásokból származó bevételt a Katrina hurrikán áldozatainak adományozta.

## Magánélet

### Családja és kapcsolatai
Game-nek három gyermeke van, két fia és egy lánya. Az első fia, Harlem Caron Taylor 2003. június 30-án született.
Game eljegyezte a színésznő és modell Valeisha Butterfield-et, G.K. Buttefield amerikai kongresszusi képviselő lányát. A pár eredetileg 2007 márciusában házasodott volna meg, de az eljegyzést 2006 júniusában lefújták.
A Los Angeles Times értesülései szerint Game 2006 óta a kaliforniai Glendale-ben él, miután vásárolt egy házat Kenneth Village környékén.

### Jogi problémák
Game-et, Snoop Dogg-ot és a Tha Dogg Pound együttest egy rajongó beperelte, támadás vádjával, ami 2005 májusában, a White River Amphitheatre-ben lezajlott koncerten történt, Auburn-ben, Washington államban. A vádló, Richard Monroe, Jr. azt állította, az előadók megverték, mikor fellépett a színpadra, holott ők kérték hogy menjen fel. Mielőtt ezt megtehette volna, Snoop testőre megragadták és eszméletlenre verték a csapattagok, köztük a rapper és producer Soopafly is; Snoop és Game is a per részesei voltak, mert nem avatkoztak be. Az ügy középpontjában egy 22 millió dolláros kompenzációs kártérítés állt, melyet testi sértés, gondatlanság, és szándékos zaklatás okozta érzelmi stressz miatt követelt. Az érintettek 2009 áprilisában jelentek meg a bíróságon.
2005. október 28-án Game-et rendbontással vádolták, valamint a letartóztatásnak is ellenállt, Greensboro-ban, Észak-Karolina államban. Egy ponton a rendőrség bors spray-t használt, mikor fenyegette őket. A bevásárlóközpont biztonsági őrei szerint a rapper teljes arcát egy Halloween álarc takarta, a vásárlókat filmezte, hangosan káromkodott, és nem volt hajlandó abbahagyni, többszöri felszólításra sem. Game tovább folytatta, végül letartóztatták, a rendőrség nyilatkozata szerint. A rapper azt állította, a tisztviselők túlreagálták a dolgot, és hogy ő nem csinált semmi rosszat, mikor a bevásárlóközpont biztonsági őrei lefújták bors spray-el. Az öt tisztviselő aki részt vett az incidensben, rágalmazás vádjával beperelte Game-et. Az Észak-karolinai Fellebbviteli Bíróság végül helyt adott a fellebbezésnek, és 5 millió dolláros kártérítést kaptak, 2012 februárjában.
2007. május 11-én Game-et saját otthonában tartóztatták le, egy Dél-Los Angelesben lezajlott kosárlabda játék eseményei miatt, mely 2007 februárjában történt. Állítólag pisztollyal megfenyegetett egy embert. A letartóztatás után egy három órás házkutatást tartottak. Game-et már másnap reggel kiengedték, miután kifizetett egy 50,000 dolláros óvadékot. 2008. január 9-én egy Los Angeles-i bíró kitűzte a tárgyalást február 4-ére, a vád testi sértés és fegyverrel való visszaélés volt. Miután február 11-én bűnösnek vallotta magát, ejtették ellene a vádakat és 60 napos börtönbüntetésre, 150 óra közmunkára és három év próbaidőre ítélték.
2011-ben Game nem léphetett be Kanadába, az LA-beli állítólag banda-kapcsolatai miatt; a koncert szervező azt mondták, közvetlen kapcsolatban van a Bloods-al.
2011. augusztus 12-én írta ki twitter csatornájára a sheriff telefonszámát – ezt követően nem sokkal, 5:20-kor az egész hálózat túlterheltté vált. A terheltség miatt átmenetileg az egész segélyszolgálat megbénult, a valódi riasztásokat egyszerűen nem tudta fogadni a sheriff. A beszámolók szerint a hívások kezdeményezőinek nagy része bele sem szólt a telefonba. Kezdetben Game tagadta a vádakat, szerinte ez csupán egy "hiba" volt. Ezután írt egy üzenetet: "a twittert legnyomják, de gyilkosságokat nem tudják megoldani!" Bűnügyi eljárás indult a rapper ellen, az igazságszolgatáltatás akadályozása miatt. Mindezek ellenére a Los Angeles-i Sheriff Hivatal kibocsátott egy nyilatkozatot, miszerint nem kíván többet foglalkozni az esettel és az ügyet lezárják. Game végül a CNN csatornán keresztül kért nyilvánosan bocsánatot, azt mondta, "Ez egy vicc volt, amely sajnos rosszul sült el."

### Tetoválások
Game rengeteg tetoválást visel a testén. Az elhunyt rapper Eazy-E arcképét viseli jobb alkarján, ahová sírköveket varratott, melyeken a 2Pac, Jay Master Jay és Eazy nevek vannak. A bal szeme alatt van egy könnycsepp és a bal füle mögött egy tetoválás, ami a "HCT 6 30 03" feliratot ábrázolja, ez utalás fiára, Harlem Caron Taylor-ra, aki 2003. június 30-án született. A nyaka bal oldalán a The Game, és ezalatt a Black Wall Street logót viseli. A jobb szeme alatt egy pillangó volt, de erre később rátetováltatta a Los Angeles Dodgers logóját, melyet egy vörös csillag fog körül. A jobb füle alatt egy Converse All-Star logó, ezalatt pedig a CBP felirat látható, amelynek jelentése Cedar Block Piru. Az ádámcsutkájánál egy BlackWallStreet logó található. A mellkasa felső részén a "Hate It or Love It" felirat látható. A mellkasa jobb oldalán egy N.W.A felirat, a bal oldalán egy bandanna látható. A hasán egy "Stretch" felirat, amely az egykori beceneve volt, magassága miatt. A jobb vállán KJ felirat, ez alatt pedig Tupac Shakur, angyalként ábrázolva. A jobb alkarján a "Wallstreet", a másikon a "The Black" feliratok. A jobb karján egy tisztelgés elhunyt barátja "Billboard" iránt. A jobb kezén Chuck, míg a másik kezén a Taylor feliratok, ez utalás Chuck Taylor-ra és Game becenevére. A bal alsó karján van egy galamb, fölötte pedig egy bohóc. A bal könyökén egy Hurricane cipő logó, alatta a G-Unot felirat, amely a 50 Cent-tel és a G-Unit-al való vitára utal.

## Diszkográfia
| Stúdióalbumok - 2005: The Documentary - 2006: Doctor's Advocate - 2008: LAX - 2011: The R.E.D. Album - 2012: Jesus Piece Független albumok - 2004: Untold Story - 2005: West Coast Resurrection - 2005: Untold Story, Vol. 2 - 2006: G.A.M.E. | Hivatalos mixtape-ek - 2004: Westside Story - 2005: Stop Snitchin–Stop Lyin (DJ Skee és DJ Clue közreműködésével) - 2010: The R.E.D. Room (DJ Skee közreműködésével) - 2010: Brake Lights (Hosted By: DJ Skee közreműködésével) - 2011: Purp & Patron (DJ Skee és Funkmaster Flex közreműködésével) - 2011: Purp & Patron: The Hangover (DJ Skee és Funkmaster Flex közreműködésével) - 2011: Hood Morning (No Typo): Candy Coronas (DJ Skee közreműködésével) - 2012: California Republic (DJ Skee közreműködésével) - 2012: Compton's Most Wanted (DJ Drama közreműködésével) - TBA: Blood Brothers (Lil Wayne vendégszereplésével) (DJ Skee, DJ Haze és Nu Jerzey Devil közreműködésével) |

## Filmográfia
| Film | Film                           | Film     | Film      |
| Év   | Film                           | Szerep   | Jegyzetek |
| ---- | ------------------------------ | -------- | --------- |
| 2006 | A vér válaszol                 | Big Meat |           |
| 2006 | Belly 2: Millionaire Boyz Club | G        |           |
| 2008 | Az utca királyai               | Grill    |           |

## Díjak és jelölések
| Év   | Jelölt                               | Díj                                                   | Eredmény |
| ---- | ------------------------------------ | ----------------------------------------------------- | -------- |
| 2005 | The Game                             | BET Awards – Legjobb Új Előadó                        | jelölt   |
| 2005 | The Game                             | Billboard Music Awards – Az Év Rap Előadója           | jelölt   |
| 2005 | The Game                             | Billboard Music Awards – Az Év Új Előadója            | jelölt   |
| 2005 | The Game                             | MTV Video Music Awards – Legjobb Új Előadó – "Dreams" | jelölt   |
| 2005 | "How We Do" (feat. 50 Cent)          | Billboard Music Awards – Az Év Rap Dala               | jelölt   |
| 2005 | "Hate It or Love It" (feat. 50 Cent) | BET Awards – A Legjobb Kollaboráció                   | jelölt   |
| 2005 | "Hate It or Love It" (feat. 50 Cent) | MTV Video Music Award – A Legjobb Rap Video           | jelölt   |
| 2006 | "Hate It or Love It" (feat. 50 Cent) | Grammy-díj – Legjobb Rap Dal                          | jelölt   |
| 2006 | "Hate It or Love It" (feat. 50 Cent) | Grammy-díj – Legjobb Rap Előadó                       | jelölt   |
| 2007 | Doctor's Advocate                    | Ozone Awards – A Legjobb West Coast Rap Album         | megnyert |
| 2008 | The Game                             | Ozone Awards – A Legjobb West Coast Rap Előadó        | megnyert |